# José Maclovio Vásquez Silos

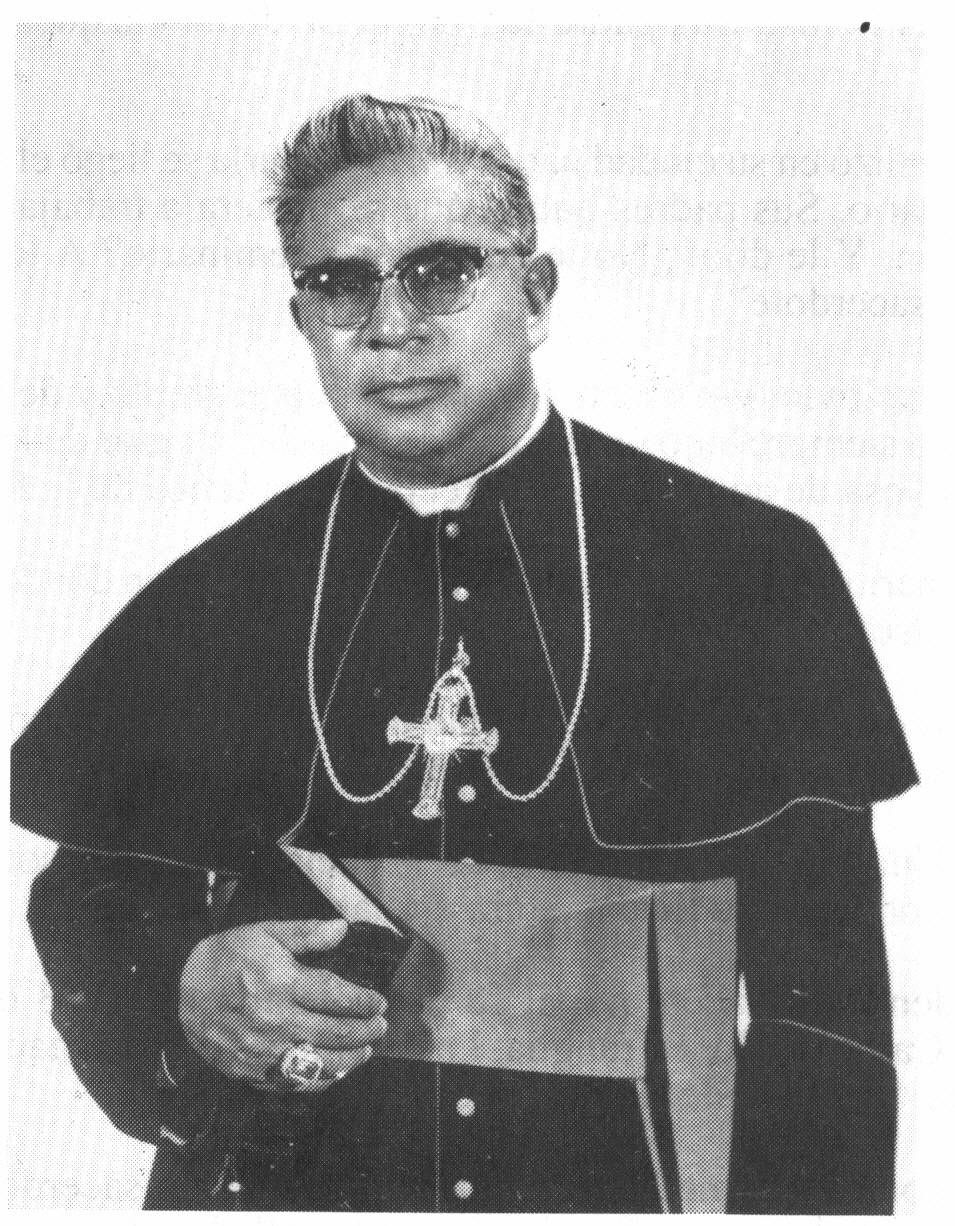
José Maclovio Vásquez Silos

José Maclovio Vásquez Silos (* 15. November 1918 in San Luis Potosí, Mexiko; † 23. Juli 1990) war Bischof von Autlán.

## Leben
José Maclovio Vásquez Silos empfing am 18. Dezember 1943 das Sakrament der Priesterweihe.
Am 25. März 1969 ernannte ihn Papst Paul VI. zum Bischof von Autlán. Der Bischof von San Luis Potosí, Estanislao Alcaraz y Figueroa, spendete ihm am 18. Mai desselben Jahres die Bischofsweihe; Mitkonsekratoren waren der Bischof von Querétaro, Alfonso Tóriz Cobián, und der Bischof von Ciudad Obregón, Miguel González Ibarra.